# Скеррит, Рузвельт
Рузвельт Скеррит (англ. Roosevelt Skerrit, род. 8 июня 1972, дер. Вьей Кейс, Доминика) — премьер-министр Доминики с 2004 года, лидер Доминикской лейбористской партии.

## Биография
Образование получил в США, затем преподавал в Общественном колледже Доминики. В 1997 году получил степень бакалавра в университете Миссисипи (США) по специальности «английский язык» и степень бакалавра в Государственном университете Нью-Мексико (США) по специальности «психология».
Преподавал английский язык в муниципальном колледже Клифтон-Дупиньи.
В политику пришёл в 1999 году, а в феврале 2000 года уже был избран в Палату Ассамблеи. В правительстве до 2004 года занимал должность министра спорта и по делам молодёжи, затем министра спорта, образования и по делам молодёжи. После внезапной смерти премьера Пьера Чарльза 8 января 2004 был назначен на этот пост, возглавив двухпартийное коалиционное правительство. Он стал самым молодым премьер-министром в мире (в возрасте 31 год). Параллельно он являлся министром финансов. В феврале 2004 был избран политическим лидером Доминикской лейбористской партии. На всеобщих выборах в мае 2005 года успешно привёл свою партию к получению абсолютного большинства в законодательном органе, что в последний раз достигалось партией в 1975 году (52% голосов и 12 из 21 места в парламенте).

## Премьерство
После выборов принял на себя министерские портфели финансов, планирования, национальной безопасности и по делам соотечественников. В ходе перестановок в кабинете министров, объявленных 16 октября 2007, принял на себя функции министра иностранных дел и социального обеспечения, оставаясь при этом ответственным за финансы; также отказался от портфелей национальной безопасности и экономического планирования, которые он ранее занимал. 18 ноября 2008 отказался от портфеля министра иностранных дел, снова взяв портфель министра национальной безопасности.
При его премьерстве были установлены дипломатические отношения с Китаем и подписано совместное коммюнике о предоставлении Доминике китайской помощи в размере 112 млн долларов США. Признание КНР означало разрыв дипломатических отношений с Тайванем, политику которого премьер-министр считает «нереалистичной».
К числу первоочередных задач Скеррит относит борьбу со СПИДом, стабилизацию экономики, реструктурирование государственного долга. Поддерживает хорошие отношения с Кубой и Венесуэлой; последняя, к примеру, выделила Доминике 26 млн долларов на ремонт аэропорта Мелвилл-Холл (с 27 октября 2014 года носит название аэропорт Дугласа — Чарльза). Присоединился к «Боливарийской альтернативе народов нашей Америки».
Одержал также уверенные победы на выборах 2009, 2014 и 2019 годов (то есть 4 выборов подряд). 7 декабря 2019 был снова приведён к присяге в качестве премьер-министра, а 17 декабря 2019 года также принял на себя функции министра финансов, развития и экономических вопросов, инвестиций, планирования, телекоммуникаций и радиовещания.
Был председателем Карибского сообщества (КАРИКОМ) и Организации Восточно-карибских государств (ОВКГ). Является ярым сторонником более широкого регионального сотрудничества и работал над углублением сотрудничества с Сообществом стран Латинской Америки и Карибского бассейна (СЕЛАК).

## Факты
- Долгое время являлся одним из самых молодых из действующих руководителей государств мира.
- Есть внебрачный сын Малик.

## Личное
Главное спортивное увлечение — игра в крикет.